# Университет „Адам Мицкевич“
Университетът „Адам Мицкевич“ в Познан, съкратено УАМ (на полски: Uniwersytet im. Adama Mickiewicza w Poznaniu, UAM) – е държавен университет със седалище в Познан, един от най-старите функциониращи университети в Полша. От 2019 е един от десетте полски университета със статус на научно изследователска организация.
Познанският университет е създаден на 4 април 1919, благодарение на усилията на членовете на Познанско сдружение на приятелите на науката, но историята му всъщност започва през XVI век с дейността на Академия „Лубрански“ и на притежаващия статус на университет Йезуитски колегиум, създаден по нареждане на крал Зигмунд III Васа на 28 октомври 1611 година. По време на немската окупация студентите и преподавателите от Познанския университет създават нелегален Университет на Западните земи със седалище във Варшава.
Понастоящем структурата на университета се състои от пет висши училища в различни предметни области, в рамките на които функционират двадесет факултета, департамент за обучение на докторанти и четири филиала в Слубице, Гнезно, Пилa и Калиш. В осемдесетте направления и над двеста специалности се обучават повече от 37 хиляди студенти.
Университетът разполага с няколко сгради на територията на Познан, основно в рамките на историческия Стар град, Мораски и Огродов, представляващи три основни кампуса. Главната библиотека е Университетска – една от най-големите библиотеки в Полша, притежаваща най-голяма в Европа колекция масонски книги, сред които и първо издание на т.нар. Конституция на Андерсън. През 2016 година започва създаването на Музей на университет „Адам Мицкевич“ в Познан.
Университетът е член на много от сдруженията, обединяващи най-престижните университети в Европа, като SGroup и Compostela Group, а също и на алианса EPICUR.

## Наименование
Първото наименование на университета, открито в документи, е Полски университет в Познан и е използвано в известие от 30 януари 1919 за откриването на 1 април 1919 на Филологически факултет, който да постави началото на университета. От 10 май 1919 наименованието е променено на Висше училище „Пяст“ (Wszechnica Piastowska), а от 10 април 1920 – на Познански университет. По време на Втората световна война, в периода 1940–1944, университетът действа тайно във Варшава като Университет на Западните земи. На 24 декември 1955 за патрон на университета е избран Адам Мицкевич и университетът получава наименованието Университет „Адам Мицкевич“ в Познан. Официално обаче се използва наименованието Университет „Адам Мицкевич“, което едва на 25 януари 2010 с решение на университетския сенат е допълнено с думата „в Познан“.

## История

### Академия „Лубрански” (1519–1780)
Начало на академичността в Познан полага Академия „Лубрански” (наричана още училище или колегиум). Това е второто в страната, след краковската, учебна организация с академичен характер. Основоположник на академията е познанският епископ Ян Лубрански. На 29 юли 1519 епископът успява да получи кралска заповед за създаването на училище с ранг на висше. Академията обаче няма право да присъжда научни степени – в това отношение Краковската академия притежава монопол. През 1780 в резултат на реформи на Комисия за национално образование Академия „Лубрански“ е закрита.

### Усилия за възраждане на академичността (1780–1861)
Гражданите на Познан протестират срещу действията на Комисия за национално образование, които лишават града не само от академията, но и от Йезуитския колегиум. В града е открито шестокласно Факултетско училище, подчинено на Главно коронно училище. Жителите на Познан желаят в града им да бъде създадено третото за страната Главно училище (освен тези в Краков и във Вилнюс). В резултат на бунта им е създадено т.нар. национално училище. 
Периодът на поделби на Полша не е благоприятен за усилията на познанските граждани да възобновят академията. Всички искания и петиции, свързани със създаването на университет в Познан, са отхвърлени. Като компромис се заражда идеята за създаване на национален университет с полско-немски характер (в поделена Полша Познан е под Пруска власт). Въпреки ентусиазма, който предизвиква, този проект завършва с фиаско. 

### Кралска академия (1903–1918)
На 4 октомври 1903 в Познан е създадено училище тип висше – Кралска академия, въпреки че не са му дадени права да присъжда научни степени и дипломи. За нуждите на училището е издигната сградата на днешния Collegium Minus и сградата на настоящата Университетска библиотека.

### Начало на Полски университет (1919–1939)
Академията функционира до 1918, когато започва подготовката за създаване на полски университет. Свикана е „Организационна комисия на Полския университет в Познан”, в чийто състав влизат д-р Хелидор Швенчицки, д-р свещеник Станислав Кожеровски, д-р Юзеф Костшевски и д-р Михал Собески. Плод на дейността на комисията е издаденият на 30 януари 1919 декрет за създаване на Философски факултет. В средата на май 1919 под ръководството на проф. Антони Перетяткович започва работа Юридически факултет, а през есента на 1920 Лекарски факултет, ръководен от проф. Адам Вжосек.
Университетът се придържа към традициите от XIX век и организира всеобщи университетски лекции, чиято цел е да пропагандират университета и науката. Инициатор на акцията е Юзеф Костшевски. Университетските преподаватели организират в Познан и околностите му открити лекции в различни научни области.
На 7 май 1919 година започва дейност Висше училище „Пяст“, през юни 1919 е избран първият университетски сенат, а пръв ректор става основателят му проф. Хелиодор Швенчицки, избиран цели четири пъти на тази длъжност. На 10 април 1920 името му е променено на познански университет.
Университетът е един шестте действащи в страната по време на Втората полска република. 

### Таен университет на западните земи (1940–1945)
В периода на Втората световна война в Познан, на мястото на познанския университет е открит Reichsuniversität Posen. Университетът на Райха в Познан не е продължител на Познанския университет. Той има немско ръководство и целта му е да ликвидира полската наука и да пропагандира нацистката идеология. В края на войната университетът преустановява дейността си.
В периода на немската окупация преподавателите от Познанския университет създават т.нар. таен Университет на Западните земи, действащ във Варшава до избухване на Варшавското въстание.

### Университетът в периода наПолската народна република(1945–1989)
Познанският университет възобновява дейността си през април 1945 година. Направени са промени в организационната структура на университета.
На 31 декември 1955 година наименованието на университета е променено от Познански университет на Университет „Адам Мицкевич“, а през 1977 започва изграждането на Кампус Мораско (Kampus Morasko) в северната част на града, който става седалище на седем факултета на УАМ.
През 1978 е сключен договор за научно сътрудничество със страсбургския Université des Sciences Humaines (днес Университет „Марк Блок“).

### Университетът след 1989
Университет „Адам Мицкевич“ е един от водещите полски университети.
През 2016 Европейската комисия присъжда на университета отличието „HR Excellence in Research” в рамките на стратегията „Стратегия за човешки ресурси за изследователи“. 
От юни 2019 година УАМ е част от европейския консорциум на университетите EPICUR.
През октомври 2019 УАМ печели конкурс в програмата „Инициатива за съвършенство – Изследователски университет“, организиран от Министерство на науката и висшето образование и започва да реализира нови задачи, ориентирани към развитието на научните изследвания и тяхната международна популяризация. 
Понастоящем в над 80-те направления и повече от двеста специалности учат над 37 хиляди студенти в бакалавърска и магистърска програма. А в докторска програма се обучават 1300 докторанти. 
Университетът е отворен за академичен обмен, междууниверситетско и международно сътрудничество. Предлага на своите студенти възможности за академичен обмен в рамките на проекта MOSTи Еразъм+. В рамките на Еразъм+ от обмена могат да се възползват и научните кадри, както и администрацията. Университетът предлага на жителите на Познан широка гама от занятия в рамките на Цветния университет, предназначен за деца. Значима инициатива е и откриването на Отворен университет.
За да засили практическия аспект на образование, комерсиализацията на научните изследвания и подкрепата за академичното предприемачество, университетът съвместно изпълнява проекта на Велкополска иновационна платформа (Wielkopolska Platforma Innowacyjna), във връзка с който е създаден Университетски център за иновации и трансфер на технологии и Икономически съвет към Ректора на УАМ.
През академичната 2018/19 Университет Адам Мицкевич чества своя юбилей – 100 години от основаването на университета и символичните пет века академична традиция.
От 2012 година УАМ е член на EUPRIO, Асоциация на служителите по връзки с обществеността и комуникациите в европейските университети.

## Образование
Процесът на образование в УАМ се реализира в 15 факултета, които обхващат най-важните области на науката: хуманитарни, социални, точни и природни науки, както и такива, свързани с изкуството. Обучението се провежда в следните форми: редовно и задочно, на три степени: I, II и III степен (бакалавърска, магистърска и докторска степен). 
Осъществяването на учебния процес с най-високо качество е основна задача на УАМ. Университетът постига качество на образованието чрез спазване на принципа за единство на научните изследвания и образованието, както и чрез непрекъснато актуализиране и модернизиране на предлаганото образование с цел да предостави на студентите и абсолвентите компетенциите, необходими им на взискателния пазар на труда.
Информация за организационните единици, описание на резултатите от обучението, както и принципите на ECTS кредитите и броя кредити, получавани за отделните предмети, могат да бъдат намерени в каталога ECTS и на уебсайта на университета USOSweb.
Студентите и абсолвентите, които се интересуват от формулата на ученето през целия живот, могат да се възползват от множество форми на обучение, предлагани от Университет Адам Мицкевич, като:
- Следдипломно обучение, даващо възможност за придобиване на допълнителна професионална квалификация
- Академия "Artes Liberales" (AAL) и Интердисциплинарни индивидуални изследвания в хуманитарните науки (MISH), даващи възможност за комбиниране на различни хуманитарни специалности
- Университетски център за международно образование (AMU-PIE), благодарение на който студентите могат да посещават занятия, провеждани на чужди езици
- Програми, улесняващи мобилността на студенти както в страната, така и в чужбина
- Център за отворени изследвания, предлагащ на жителите на Великополска възможност да участват в академичния живот и в лекции в различни области на науката
- Университет за трета възраст, предлагащ възможност за образование и развитие без възрастови ограничения

## Рейтинг и статистика
Всяка година университетът заема трето място в рейтинга на полските държавни университети, провеждан от „Жечпосполита“ и „Перспектива“ („Rzeczpospolita” и „Perspektywa”). Според Световната класация на университетите (World University Rankings ) за 2018 г. Университет „Адам Мицкевич“ в Познан е на пето място в Полша.

## Ректори
- 1919–1923: Хелиодор Швиецицки (1854–1923), медик и филантроп
- 1923–1924: Зигмунт Лисовски (1880–1955), юрист
- 1924–1925: Станислав Добжицки (1875–1931), филолог славист
- 1925–1926: Лудвик Ситовски (1880–1947), зоолог
- 1926–1928: Ян Габриел Грохмалицки (1883–1936), зоолог
- 1928–1929: Едвард Лубич-Ниезабитовски (1875–1946), медик и зоолог
- 1929–1931: Станислав Кашница (1874–1958), юрист
- 1931–1932: Ян Сайдак (1882–1967), класически филолог
- 1932–1933: Станислав Павловски (1882–1940), географ
- 1933–1936: Станислав Рунге (1888–1953), ветеринар
- 1936–1939: Антони Перетяткович (1884–1956), юрист
- 1939: Бронислав Никлевски (1879–1961), ботаник
- 1945–1946: Стефан Титус Домбровски (1877–1947), медик и физиолог
- 1946–1948: Стефан Блаховски (1889–1962), психолог
- 1948–1952: Казимеж Айдукевич (1890–1963), философ и логик
- 1952–1956: Йежи Сушко (1889–1972), химик
- 1956–1962: Алфонс Клафковски (1912–1992), юрист
- 1962–1965: Герард Лабуда (1916–2010), историк
- 1965–1972: Чеслав Лучак (1922–2002), историк
- 1972–1981: Бенон Мишкевич (1930–2008), историк
- 1981–1982: Януш Жолковски (1924–2000), икономист и социолог
- 1982–1984: Збигнев Радвански (р. 1924), юрист
- 1984–1985: Франчишек Качмарек (р. 1928), физик и математик
- 1985–1988: Яцек Физяк (р. 1936), англицист
- 1988–1990: Богдан Марчинец (р. 1941), химик
- 1990–1996: Йежи Федоровски (р. 1934), геолог
- 1996–2002: Стефан Юрга (р. 1946), физик
- 2002–2008: Станислав Лоренц (р. 1943), геолог
- 2008–2016: Бронислав Марчиняк (р. 1950), химик
- 2016–2020: Анджей Лесички (р. 1950), биолог
- 2020– : Богумила Каниевска (р. 1964), филоложка

## Известни възпитаници
- Кажимеж Марчинкевич, политик
- Адам Михник, журналист
- Лешек Мошински, езиковед
- Кшищоф Скубишевски, политик
- Ханна Сухоцка, политик

## Галерия
- Collegium Minus
- Collegium Maius
- Collegium Iuridicum
- Collegium Chemicum
- Collegium Historicum
- Централна университетска библиотека
- Collegium Anatomicum
- Collegium Europaeum